# Софія (Західна Вірджинія)
Софія (англ. Sophia) — місто (англ. town) в США, в окрузі Релей штату Західна Вірджинія. Населення — 1130 осіб (2020).

## Географія
Софія розташована за координатами 37°42′26″ пн. ш. 81°15′13″ зх. д. / 37.70722° пн. ш. 81.25361° зх. д. (37.707311, -81.253594).  За даними Бюро перепису населення США в 2010 році місто мало площу 1,80 км², уся площа — суходіл.

## Демографія
Згідно з переписом 2010 року, у місті мешкали 1344 особи в 590 домогосподарствах у складі 391 родини. Густота населення становила 748 осіб/км².  Було 655 помешкань (365/км²).
Расовий склад населення:
| - 97,2 % — білих - 0,7 % — чорних або афроамериканців - 0,7 % — азіатів - 0,2 % — корінних американців |

До двох чи більше рас належало 1,0 %. Частка іспаномовних становила 0,1 % від усіх жителів.
За віковим діапазоном населення розподілялося таким чином: 22,2 % — особи молодші 18 років, 60,8 % — особи у віці 18—64 років, 17,0 % — особи у віці 65 років та старші. Медіана віку мешканця становила 40,1 року. На 100 осіб жіночої статі у місті припадало 85,1 чоловіків;  на 100 жінок у віці від 18 років та старших — 82,1 чоловіків також старших 18 років.
Середній дохід на одне домашнє господарство  становив 43 661 долар США (медіана — 33 929), а середній дохід на одну сім'ю — 50 018 доларів (медіана — 43 068). Медіана доходів становила 41 053 долари для чоловіків та 32 037 доларів для жінок. За межею бідності перебувало 24,2 % осіб, у тому числі 39,0 % дітей у віці до 18 років та 10,0 % осіб у віці 65 років та старших.
Цивільне працевлаштоване населення становило 494 особи. Основні галузі зайнятості: освіта, охорона здоров'я та соціальна допомога — 30,0 %, мистецтво, розваги та відпочинок — 11,5 %, роздрібна торгівля — 11,1 %.